# Paul Perrin (historien de l'art)
Pour les articles homonymes, voir Paul Perrin (homonymie) et Perrin.
Paul Perrin, né le 1er août 1986 à Paris, est un historien de l’art français et conservateur du patrimoine. Il est actuellement directeur de la conservation et des collections du musée d’Orsay.

## Biographie
Ancien élève de l’école du Louvre, diplômé de l’Institut national du patrimoine (Musée – État – promotion Oscar Wilde – 2013 – reçu major), il effectue notamment des stages à la COARC de Paris, à la Frick Collection de New York, au musée Fabre de Montpellier et à l’Art Institute de Chicago. Il entre au musée d’Orsay en 2014, comme conservateur peinture, et enseigne à l’école du Louvre.
Paul Perrin est spécialiste de l’art du XIXe siècle et plus spécialement de la peinture académique et impressionniste. Il a participé à de nombreux commissariats d’expositions internationales, consacrées notamment aux peintres Renoir, Gleyre, Bazille, Tissot, Whistler et Caillebotte, aussi bien à Paris qu'à l'étranger, ainsi qu'à de grands projets autour de la peinture académique, des arts sous le Second Empire, de la peinture de paysage et de la naissance du cinéma.
Il est nommé directeur de la conservation et des collections du musée d’Orsay en 2023,.

## Publications
Parmi une liste non exhaustive :
- Plon-Plon, un Bonaparte rouge et or (catalogue d’exposition), avec Carole Blumenfeld, Philippe Costamagna, Adrien Goetz, Ed. Silvana Editoriale, 2023  (ISBN 9788836655588)
- James McNeill Whistler (1834-1903), Chefs-d’œuvre de la Frick Collection New York (catalogue d’exposition), avec Xavier F. Salomon, coédition RMN / musée d’Orsay, 2022  (EAN 9782711879113)
- Enfin le cinéma ! Arts, images et spectacles en France (1833-1907) (catalogue d’exposition), avec Dominique Païni et Marie Robert, coédition RMN / musée d’Orsay, 2021  (ISBN 978-2-7118-7877-2)
- James Tissot (1836-1902), l'ambigu moderne (catalogue d’exposition), avec Melissa-E Buron, Marine Kisiel, Cyrille Sciama, coédition RMN / musée d’Orsay, 2020  (ISBN 978-2-7118-7489-7)
- Colours of Impressionism, Masterpieces from the Musée d'Orsay (catalogue d’exposition), avec Marine Kisiel, National Gallery Singapore, 2017
- Un soir chez la Princesse Mathilde, une Bonaparte et les arts (catalogue d’exposition), avec Carole Blumenfeld, Philippe Costamagna, Adrien Goetz, Ed. Silvana Editoriale, 2019
- Madame Renoir, dans Un Autre Renoir, Editions Snoeck, 2017  (ISBN 9789461613936)
- Spectaculaire Second Empire (catalogue d’exposition), Guy Cogeval (dir.) avec Yves Badetz, Marie-Paule Vial, coédition musée d’Orsay / SKIRA, 2016
- Frédéric Bazille (1841-1870). La jeunesse de l'impressionnisme (catalogue d’exposition), Michel Hilaire et Paul Perrin (dir.) avec Kimberly A. Jones, Jean-Claude Yon, François-Bernard Michel, Stanislas Colodiet, Philippe Mariot, coédition musée d’Orsay / Flamarion, 2016  (ISBN 2081388219)
- Sisley, Renoir, Bazille et Monet à l’atelier Gleyre, Mythes et réalités, dans Charles Gleyre (1806-1874), le romantique repenti, coédition musée d’Orsay / Hazan, 2016  (ISBN 9782754109406)
- Il y a des coexistences merveilleuse… Renoir et Degas, dans Degas, un peintre impressionniste ?, Gallimard, 2015  (ISBN 9782070148820)
- Autour de Manet et des impressionnistes, le premier japonisme en peinture, dans Japonismes, Olivier Gabet (dir.), Flammarion, 2014  (ISBN 9782081343054)
- « Un éblouissement », Renoir au Salon d’Automne (1904-1912), dans Histoire de l’art, no 69, décembre 2011

## Expositions
En tant que commissaire d'exposition :
- Caillebotte. Peindre les hommes. Paris, musée d'Orsay, du 8 octobre 2024 au 19 janvier 2025, puis Los Angeles, J. Paul Getty Museum, 25 févier au 25 mai et Chicago, Art Institute, 29 juin au 5 octobre 2025[5]
- Peindre la nature. Paysages impressionnistes du musée d’Orsay. Tourcoing, Muba Eugène Leroy, du 16 mars au 24 juin 2024[6]
- Renoir. Le peintre et ses modèles. Budapest, musée des Beaux-Arts, du 22 septembre 2023 au 21 janvier 2024[7]
- Plon-Plon, un Bonaparte rouge et or. Ajaccio, Palais Fesch, du 24 juin au 2 octobre 2023[8]
- James McNeill Whistler (1834-1903), Chefs-d’œuvre de la Frick Collection. Paris, musée d’Orsay, du 8 février au 8 mai 2022[9]
- Enfin le cinéma ! Arts, images et spectacles en France (1833-1907). Paris, musée d’Orsay, du 28 septembre 2021 au 16 janvier 2022 puis Los Angeles, LACMA, du 20 février au 10 juillet 2022[10]
- James Tissot (1836-1902), l'ambigu moderne. Paris musée d’Orsay, du 23 juin au 13 septembre 2020 et San Francisco, Fine Arts Museum, du 10 octobre 2019 au 9 février 2020[11]
- Un soir chez la Princesse Mathilde, une Bonaparte et les arts. Ajaccio, Palais Fesch du 26 juin au 30 septembre 2019[12]
- Colours of Impressionism, Masterpieces from the Musée d'Orsay. Singapour, National Gallery Singapore, du 16 novembre 2017 au 11 mars 2018 puis Adelaide, Australie, AGSA, du 29 mars au 29 juillet 2018 et Rabat, Musée Mohammed VI d'Art moderne et contemporain, du 9 avril au 31 août 2019[13]
- Le Bon, le Vrai, le Beau : chefs-d’œuvre de la peinture de Salon du musée d'Orsay. Munich, Kunsthalle, du 22 septembre 2017 au 28 janvier 2018[14]
- Un autre Renoir. Troyes, Musée d'art moderne, du 17 juin au 17 septembre 2017[15]
- Spectaculaire Second Empire. Paris, musée d’Orsay, du 27 septembre 2016 au 15 janvier 2017[16]
- Frédéric Bazille (1841-1870). La jeunesse de l'impressionnisme. Montpellier, musée Fabre, du 25 juin au 16 octobre 2016 puis Paris, musée d’Orsay, du 15 novembre 2016 au 5 mars 2017 et Washington D.C., NGA, du 9 avril au 9 juillet 2017[17]
- Charles Gleyre (1806-1874). Le romantique repenti. Paris, musée d'Orsay, du 10 mai au 11 septembre 2016[18]